# Зуммо, Фрэнк
Фрэнк Зуммо (англ. Frank Zummo, родился 2 июля 1978) — американский музыкант, наибольшую известность получил как барабанщик групп Sum 41 и Street Drum Corps.

## Карьера
Вместе с барабанщиками Бобби и Адамом Алтом Фрэнк Зуммо является одним из основателей Street Drum Corps.
Фрэнк присоединился к группе Sum 41 в 2015 году, после ухода из группы одного из основателей группы, барабанщика Стива Джоза. Так же Фрэнк в разное время был барабанщиком в таких группах как Thenewno2, TheStart, Julien-K, Dead By Sunrise, Krewella, S.D.C. В 2009 году выступал на нескольких концертах в качестве барабанщика в группе Mötley Crüe.

## Награды
| Год  | Номинируемая работа | Категория                                     | Результат |
| ---- | ------------------- | --------------------------------------------- | --------- |
| 2017 | "Фрэнк Зуммо"       | Alternative Press Music Awards – Best Drummer | Победа    |

## Дискография

### Street Drum Corps
- Street Drum Corps (2006)
- We Are Machines (2008)
- Big Noise (2010)
- Children of the Drum (2012)

### Sum 41
- 13 Voices (2016)
- Order In Decline (2019)